# Dzmitry Tratsiakou
Dzmitry Tratsiakou –en bielorruso, Дзмітрый Трацякоў– (25 de septiembre de 1993) es un deportista bielorruso que compite en piragüismo en la modalidad de aguas tranquilas.
En los Juegos Europeos de Minsk 2019 obtuvo una medalla de bronce en la prueba de K1 200 m. Ganó una medalla de bronce en el Campeonato Europeo de Piragüismo de 2017, en la prueba de K4 500 m.

## Palmarés internacional
| Juegos Europeos    | Juegos Europeos     | Juegos Europeos   | Juegos Europeos |
| Año                | Lugar               | Medalla           | Competición     |
| ------------------ | ------------------- | ----------------- | --------------- |
| 2019               | Minsk (Bielorrusia) | Medalla de bronce | K1 200 m        |
| Campeonato Europeo |                     |                   |                 |
| Año                | Lugar               | Medalla           | Competición     |
| 2017               | Plovdiv (Bulgaria)  | Medalla de bronce | K4 500 m        |